# Deux Fonds
Le Deux Fonds est une rivière française qui coule dans le département de la Sarthe. C'est un affluent de la Sarthe en rive droite, donc un sous-affluent de la Loire par la Sarthe et la Maine.

## Géographie
Le Deux Fonds naît sur le territoire de la commune de Saint-Ouen-en-Champagne, dans le département de la Sarthe. Son cours a une orientation approximative nord/sud. Il se jette dans la Sarthe en rive droite à Avoise, à une dizaine de kilomètres en amont de Sablé-sur-Sarthe.

## Communes traversées
Le Deux Fonds traverse ou longe, d'amont en aval, les communes suivantes :
- Saint-Ouen-en-Champagne, Chantenay-Villedieu, Tassé, Asnières-sur-Vègre et Avoise, toutes situées dans le département de la Sarthe.

## Hydrologie
Le Deux Fonds est une rivière peu abondante. Son débit a été observé durant une période de 16 ans (1992-2007), à Avoise, localité située au niveau de son confluent avec la Sarthe. Le bassin versant de la rivière est de 83 km2.
Le module de la rivière à Avoise est de 0,454 m3/s.
Le Deux Fonds présente des fluctuations saisonnières de débit bien marquées, comme la grande majorité des cours d'eau du bassin de la Loire. Les hautes eaux se déroulent en hiver et se caractérisent par des débits mensuels moyens situés dans une fourchette allant de 0,732 à 0,896 m3/s, de décembre à mars inclus (avec un maximum assez net en janvier). Dès fin mars, le débit baisse progressivement jusqu'aux basses eaux d'été qui ont lieu de juillet à septembre, entraînant une baisse du débit moyen mensuel allant jusqu'à 0,153 m3/s au mois d'août. Mais les fluctuations sont plus prononcées sur de courtes périodes et selon les années.
À l'étiage, le VCN3 peut chuter jusque 0,026 m3/s, en cas de période quinquennale sèche, soit 26 litres par seconde, ce qui est normal dans cette région.
Les crues sont moyennement importantes en général, compte tenu bien sûr de l'exiguïté du bassin versant de la rivière et de la petitesse de son module. Les QIX 2 et QIX 5 valent en effet respectivement 3,6 et 6,3 m3/s. Le QIX 10 est de 8 m3/s et le QIX 20 de 9,7 m3/s. Quant au QIX 50, il n'a pas été calculé, faute d'une durée d'observation suffisante.
Le débit instantané maximal enregistré à Avoise a été de 10,8 m3/s le 5 janvier 2001, tandis que la valeur journalière maximale était de 6,94 m3/s le même jour. En comparant la première de ces valeurs à l'échelle des QIX exposée plus haut, il apparaît que cette crue était bien plus importante que la crue vicennale définie par le QIX 20, et donc relativement exceptionnelle.
Au total, le Deux Fonds est une rivière peu abondante, comme la plupart des cours d'eau du sud du département de la Sarthe. La lame d'eau écoulée dans son bassin est de 173 millimètres annuellement, ce qui est nettement inférieur à la moyenne d'ensemble de la France tous bassins confondus, mais aussi à la moyenne du bassin de la Sarthe (201 millimètres). Le débit spécifique (ou Qsp) de la rivière atteint 5,5 litres par seconde et par kilomètre carré de bassin.